# Trolejbusy we Wrocławiu
Trolejbusy we Wrocławiu – we Wrocławiu linia trolejbusowa istniała jedynie rok.
16 lub 20 marca 1912 firma Gleislose Bahn Brockau GmbH (Kolej Bezszynowa Brochów Spółka z o.o.) uruchomiła linię z Wilczego Kąta (od zajezdni tramwajowej przy ul. Krakowskiej) do Brochowa. Linia liczyła 4,4 km. Z powodu trudności technicznych już w 1913 r. (wedle innych źródeł dopiero w 1914) linię zlikwidowano.
Linię trolejbusową zbudowało przedsiębiorstwo Gleislose Lloydbahnen Köhlers Bahnpatente GmbH z Bremy, które stosowało rzadko spotykaną sieć trakcyjną własnego systemu (System Lloyd-Köhler). Dwa przewody trakcyjne znajdowały się jeden nad drugim, nie zaś obok siebie jak w znakomitej większości trolejbusowych systemów trakcyjnych (z tych najpopularniejszy to system Schiemanna). Łącznie z podwrocławską linią zbudowano tylko pięć linii lub sieci tego typu, pozostałe cztery w Arsten, Bremie, Ludwigsburgu oraz w Stockporcie.
W czasie II wojny światowej powrócono do koncepcji uruchomienia we Wrocławiu trolejbusów, które miały połączyć obecny Plac Kromera z Psim Polem. Planów tych jednak nie zrealizowano.